# Moby Vincent
Il Moby Vincent è stato un traghetto, appartenuto alla compagnia di navigazione italiana Moby Lines dal 1990 al 2024.

## Caratteristiche
Al momento del varo, per l'epoca, si trattava di un progetto piuttosto innovativo poiché la conformazione squadrata della nave, soprattutto a poppa, garantiva più spazio a bordo rispetto ad altre tipologie di traghetti e permetteva di trasportare un maggior quantitativo di passeggeri e veicoli.
La nave era mossa da due motori Diesel Krupp-MaK 12M551AK eroganti ciascuno 5 178 kW a 400 giri/min, per un totale di 10 356 kW. Grazie ad essi poteva raggiungere una velocità massima di 18 nodi e trasportare 1600 passeggeri e 570 automobili.
Nel 1978 erano stati aggiunti degli stabilizzatori laterali.
Quando passò alla Nav.Ar.Ma. la nave era dotata dei seguenti servizi: cabine (48 disponibili), sala poltrone, bar-paninoteca, caffetteria, ristorante self-service, lido bar, negozio, edicola, sala giochi per bambini, solarium, aria condizionata e stabilizzatori. Durante gli anni furono aggiunti altri servizi come: accesso per persone disabili, alloggi per animali domestici, sala video games, antenna satellitare, Wi-Fi e totem per la ricarica telefonica.
La nave era così strutturata:
- Ponte 9: sala poltrone.
- Ponte 8: solarium.
- Ponte 7: Lido bar, self service, sala giochi per bambini, sale video games, negozio ed edicola.
- Ponte 6: garage e cabine.
- Ponte 5: garage e cabine.
- Ponte 4: garage.
- Ponte 3: garage.

A marzo 1990, appena arrivata in Nav.Ar.Ma., venne applicata una livrea caratterizzata da una grande balena azzurra e dalla scritta "NAVARMA Lines" sulle fiancate, al cambio del nome dell'azienda le scritte diventarono "MOBY Lines".
Nella stagione estiva 1993, essendo stata noleggiata a Silja Line, venne rinominata Wasa Sun, cambiando livrea ma mantenendo ancora il nome Moby Vincent visibile a prua e poppa.
Nel 1998 per motivi amministrativi è stata registrata al porto di Madera (Portogallo), l'anno successivo tornò sotto il porto di Napoli (1999).
Nel 2007, nei cantieri di Genova, gli interni vennero ristrutturati.
All'inizio del 2010, durante la sosta invernale, vennero aggiunte delle controcarene posteriori nei cantieri di Genova, così da renderla più sicura e a norma con le nuove leggi internazionali.

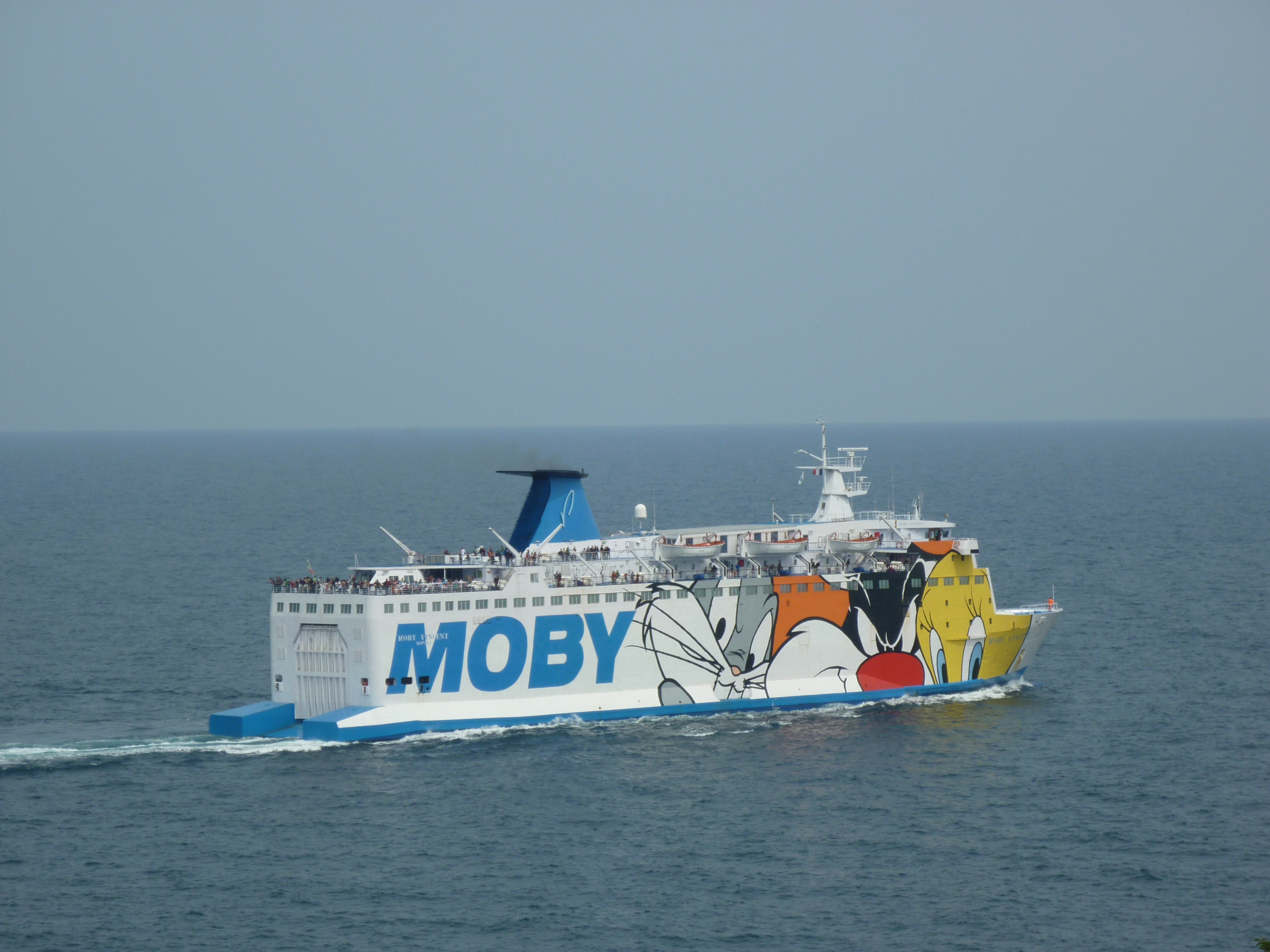
Il Moby Vincent in navigazione

## Servizio
Questa è la seconda di una serie di quattro navi gemelle. Venne costruita presso i cantieri navali Rickmers di Bremerhaven, nell'ex Germania Ovest, per conto della compagnia di navigazione svedese Stena Line. Varata l'11 maggio 1974 con il nome di Stena Normandica, fu completata nel dicembre dello stesso anno e immediatamente noleggiata alla compagnia algerina E.N.T.M.V., venendo utilizzata per collegare Algeri con Alicante e Marsiglia fino a gennaio 1975. Negli anni seguenti la Stena Normandica fu utilizzata principalmente come traghetto merci nelle linee da Göteborg verso Kiel o Frederikshavn e compiendo tra l'altro vari viaggi governativi tra gli Stati Uniti ed il Golfo Persico tra gennaio ed aprile del 1976. Da marzo 1977 a gennaio 1978 venne noleggiata a North Sea Ferries operando tra Paesi Bassi e Regno Unito. Da febbraio ad aprile 1978 il noleggio fu richiesto dalla compagnia francese Normandy Ferries che la fece navigare tra Francia e Regno Unito. Alla fine di questo noleggio tornò a Stena Line che la utilizzò tra Svezia, Danimarca e Germania fino a luglio dello stesso anno, dopo venne di nuovo noleggiata a CNAN fino a dicembre. A marzo 1979 fu il turno dei servizi marittimi di British Railways che la gestirono sulla rete Sealink tra Regno Unito e Irlanda. Nel 1984 venne registrata a Nassau per abbassare i costi operativi. Nel 1985 il traghetto fu ceduto alla Sealink, che lo rinominò St Brendan e venne utilizzato per collegare Fishguard (Galles) e Rosslare (Irlanda) fino alla vendita nell'ottobre 1989.

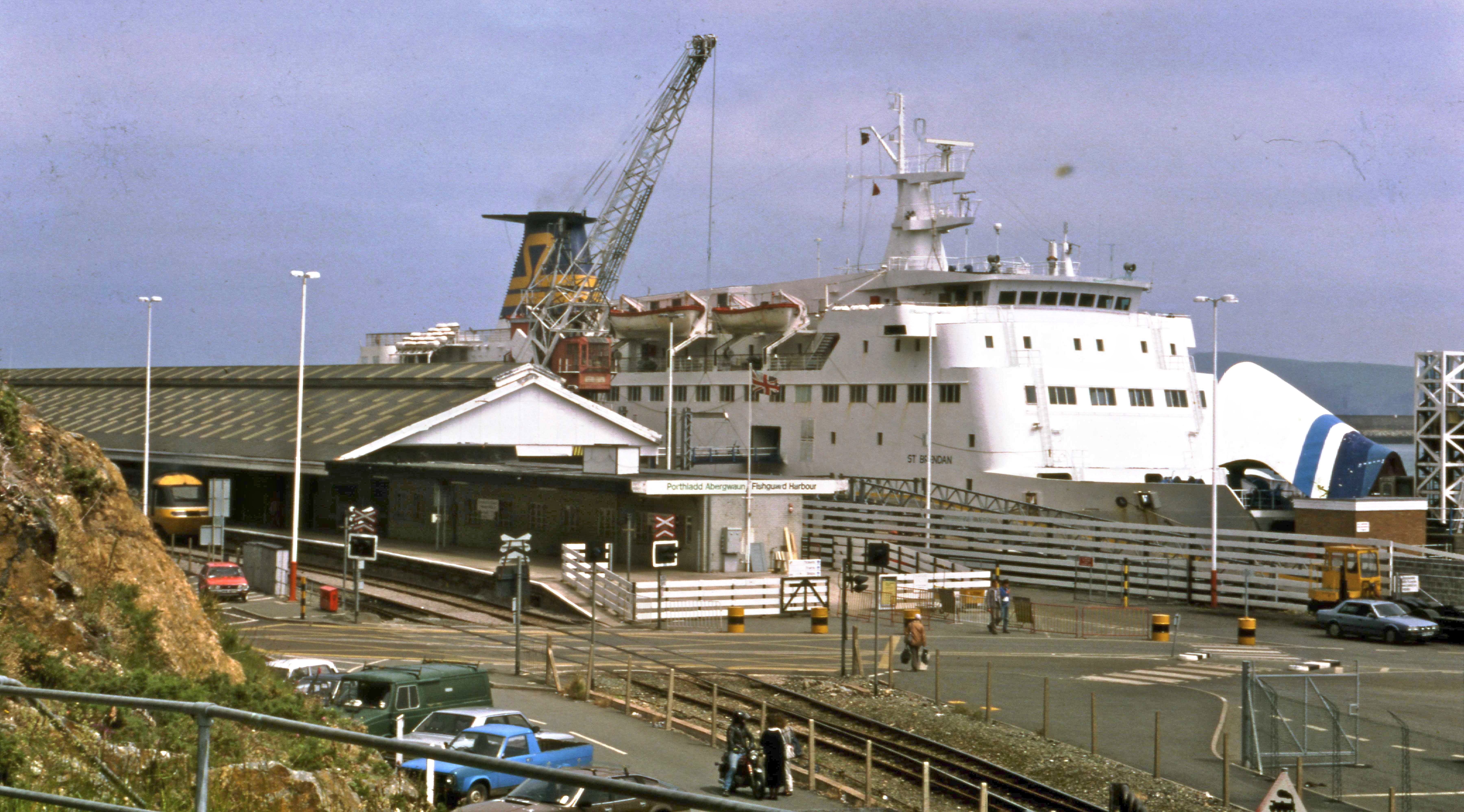
St Brendan a Fishguard nel 1988

La nave venne acquistata dall'italiana Nav.Ar.Ma dell'armatore Achille Onorato e rinominata Moby Vincent. Consegnata il 5 marzo e poi partita per l'Italia il 12 marzo 1990, appena arrivata in cantiere venne aggiornata e verniciata coi colori della compagnia. L'unità fu subito inserita nei collegamenti tra l'Italia e la Corsica, con porto d'approdo Bastia.
Il suo primo servizio cominciò a maggio 1990 sulla tratta Livorno-Bastia, da luglio dello stesso anno passò a fare la Genova-Bastia. Nei tre decenni seguenti la nave rimase nella flotta della Moby Lines venendo impiegata stabilmente nelle rotte verso la Corsica eccetto per due eccezioni: nell'estate del 1993 fu noleggiata alla finlandese Silja Line (che la rinominò Wasa Sun) operando sulla tratta Vaasa-Umeå e da inizio estate 1997 a fine estate 1998 fu noleggiata alla marocchina Co.Ma.Nav operando sulla tratta Algeciras-Tangeri.
Nel 1998 operò sulla Genova-Bastia, nel 2000 sulla Civitavecchia-Olbia, dal 2002 tornò sulla Livorno-Bastia e Genova-Bastia.
In alcuni mesi del 2011 e 2012 la nave servì da mezzo di trasporto per i migranti, imbarcati da Lampedusa a Civitavecchia e Livorno.
Tornata in regolare servizio, la Moby Vincent servì la rotta estiva Livorno-Bastia.
Nel 2014 la nave servì assieme alla Moby Corse sulla rotta Civitavecchia-Olbia-Livorno per sostituire temporaneamente la Moby Aki, avendo quest'ultima subito un'avaria ai motori ed essendo stata costretta alle riparazioni a Genova.

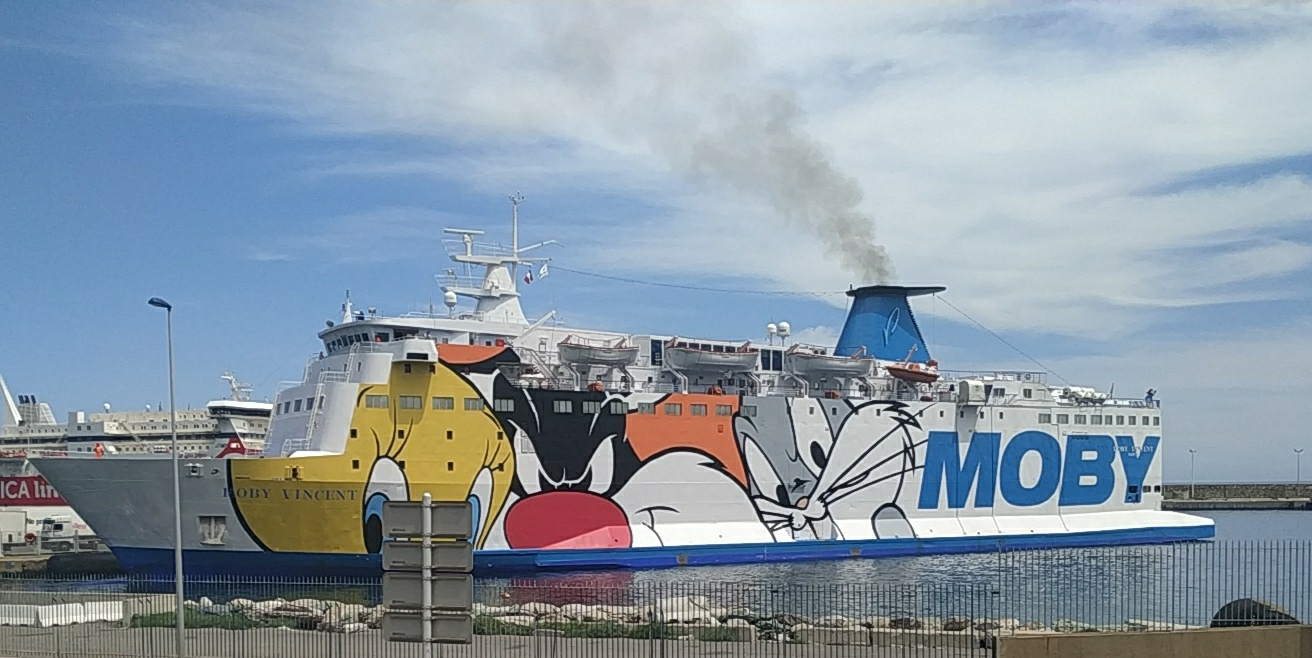
Moby Vincent nel porto di Bastia.

Nel 2017 operò sulla Livorno-Bastia e dalla fine di settembre anche sulla Nizza-Bastia. Nel 2018 la nave continuò ad operare sulla Nizza-Bastia e Livorno-Bastia; su quest'ultima tratta fu affiancata dalla Moby Kiss durante la stagione estiva. Dal 2019 fu impiegata stagionalmente sulla Livorno-Bastia.
La mattina del 25 giugno 2022 partì per la tratta Livorno-Bastia ma poco dopo rientrò nel porto di Livorno per un guasto ai motori. Tutti i passeggeri vennero dirottati a Piombino dove ad attenderli, c'era la Moby Wonder che fece scalo a Bastia per poi arrivare alla sua destinazione originaria Olbia.

Moby Vincent attraccata al porto di Livorno

Il 22 ottobre 2023 ha effettuato la sua ultima traversata commerciale sulla rotta Bastia-Livorno, al termine della quale è stato posto in disarmo nel porto labronico.
Il 19 gennaio 2024 la nave è stata venduta per la demolizione ai cantieri di Aliağa in Turchia, partendo per l'ultima volta nel pomeriggio del 12 aprile successivo dal porto di Livorno.

## Navi gemelle
- Al Jabara (già Corsica Marina Seconda e Stena Nautica)
- Sardinia Vera (già Stena Atlantica, demolita nel 2024)
- Al Mansour (già Moby Kiss e Stena Nordica, demolita nel 2015)